# Reichramingbach
Der Reichramingbach, auch [die] Reichraming (alt nur Raming), im Mittellauf Großer Bach, als Oberlauf Sitzenbach (Zizelsbach), alternativ Haselbach, ist ein Nebenfluss der Enns im südöstlichen Traunviertel bei Reichraming in Oberösterreich. Er ist das Hauptgewässer des Reichraminger Hintergebirges und durchfließt den Nationalpark Kalkalpen.

## Lauf und Wasserwirtschaft
Der Reichramingbach bildet sich aus zwei Bergbächen im südlichen Zentralgebiet des Hintergebirges. Die Namen der beiden Bäche finden sich auch gegeneinander vertauscht, mit diversen Zuordnungen, welcher der jeweilige Oberlauf ist.
Der linke Quellbach wird meist Sitzenbach (Zizelsbach) genannt (und öfter als Hauptstrang-Oberlauf geführt). Er befindet sich im Gemeindegebiet von Rosenau am Hengstpaß. Er entspringt nordöstlich von Rosenau und etwas östlich vom Haselsgatter, am Nordfuß des Langfirst (1469 m ü. A.), auf ca. 1220 m ü. A. (⊙). Er fließt zuerst in östlicher, dann nordöstlicher Richtung. Nach einigen Kilometern durchbricht der östlich des Größtenbergs den Hauptkamm der Oberösterreichischen Voralpen, in einem tief eingeschnittenen Canyon, der Hetzgraben heißt. Der Bach ist etwa 10 km lang. Zu seinen Nebenbächen gehören der Deckleiterbach bei der Klause, und der Jörglgraben im Hetzgraben von Nordosten.
Der rechten Quellbach heißt meist Haselbach (am Oberlauf auch Ameisbach). Er bildet die Gemeindegrenze von Rosenau zu Weyer. Er kommt vom Wasserklotz (1505 m ü. A., dort der Ursprung auf ca. 1330 m ü. A. verzeichnet ⊙) und Ahornsattel (zwischen Langfirst und Wasserklotz), direkt nördlich vom Hengstpass. Dieser Bach verläuft 7 km lang nordwärts. Er nimmt mehrere linke Nebengräben auf, die das Gebiet zum Sitzenbach hin entwässern.
Im Gemeindegrenzpunkt Rosenau–Weyer–Großraming, am Fuß der Hetzmäuer, auf 556 m ü. A. vereinen sich die beiden Bäche (⊙).
Der Canyon beginnt dann zu mäandrierenden und wird dann Große Schlucht genannt, der Bach auch Großer Bach. Dort befindet sich am Schwarzen Bach (Weißwasser, Larensackbach), der von Südosten kommt, der Schleierfall. Ab hier bis zur Mündung gehört der Bach hauptsächlich zur Gemeinde Reichraming, auf einem kurzen Abschnitt bildet er in Folge die Gemeindegrenze zu Großraming.
Der Ramingbach rinnt in Folge nordwärts, zwischen dem Zug Schreindlmauer–Schneeberg–Hohe Dirn linkerseits, und dem Hochkogel und Fahrenberg andrerseits. Die Talung weitet sich zunehmend. Das untere, besiedelte Tal ist die Gegend von Dirnbach. In Reichraming mündet er auf 351 m ü. A. in die Enns.
Seine Länge beträgt mitsamt dem Sitzenbach 29 km, ab der Schwarzer-Bach-Mündung gut 19 km, sein gesamtes Einzugsgebiet etwa 170,7 km².
Das Wasser des Baches wurde früher für die Holztrift benutzt. Zeugnis davon gibt noch heute die Klause am Quelllauf, der Triftsteig in der Großen Schlucht, und die Große Klause, 10 Kilometer taleinwärts von Reichraming. Den Bach entlang verlief die 1971 stillgelegte Waldbahn Reichraming nach Weißwasser, heute verläuft auf der alten Trasse der Hintergebirgsradweg.

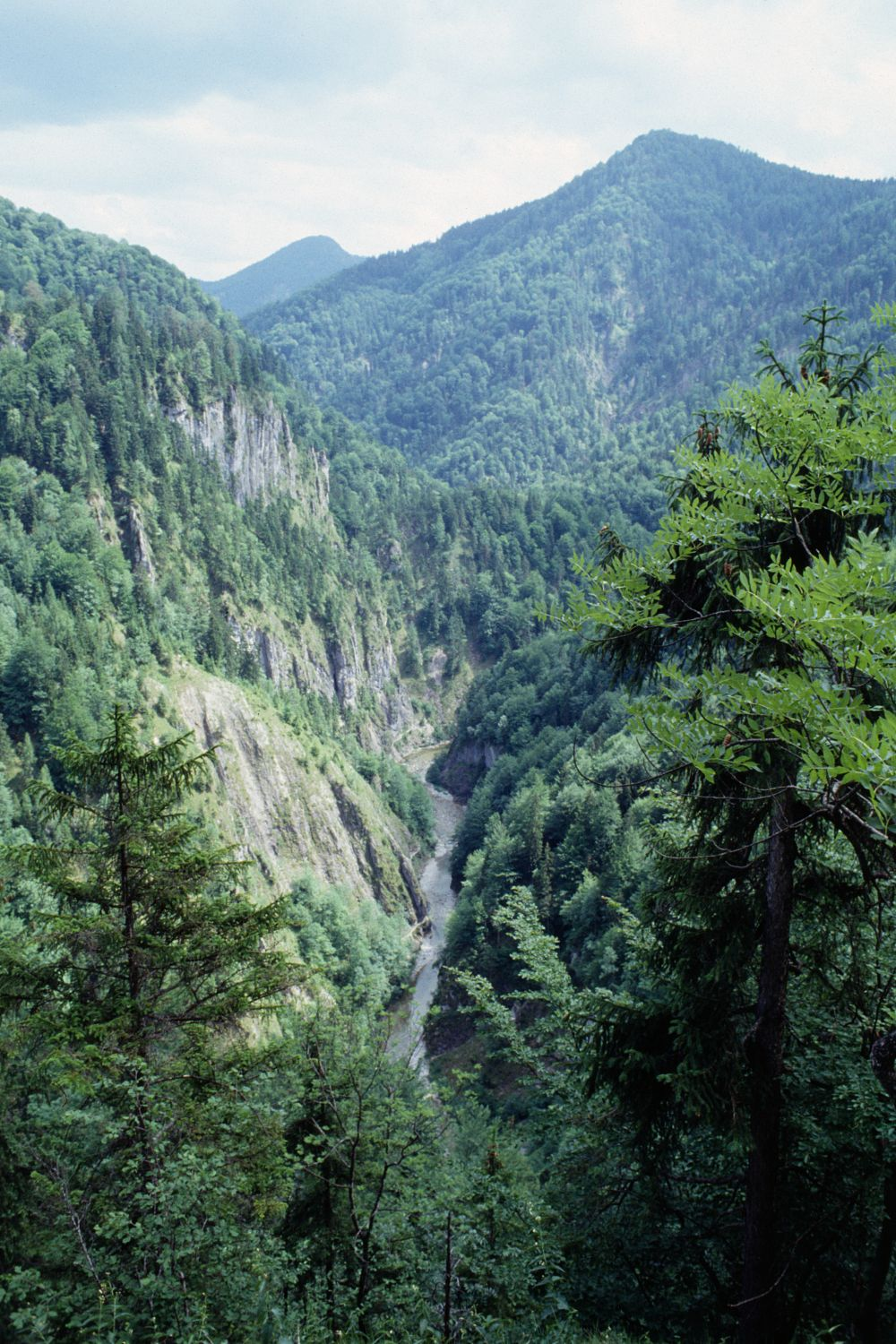
Große Schlucht
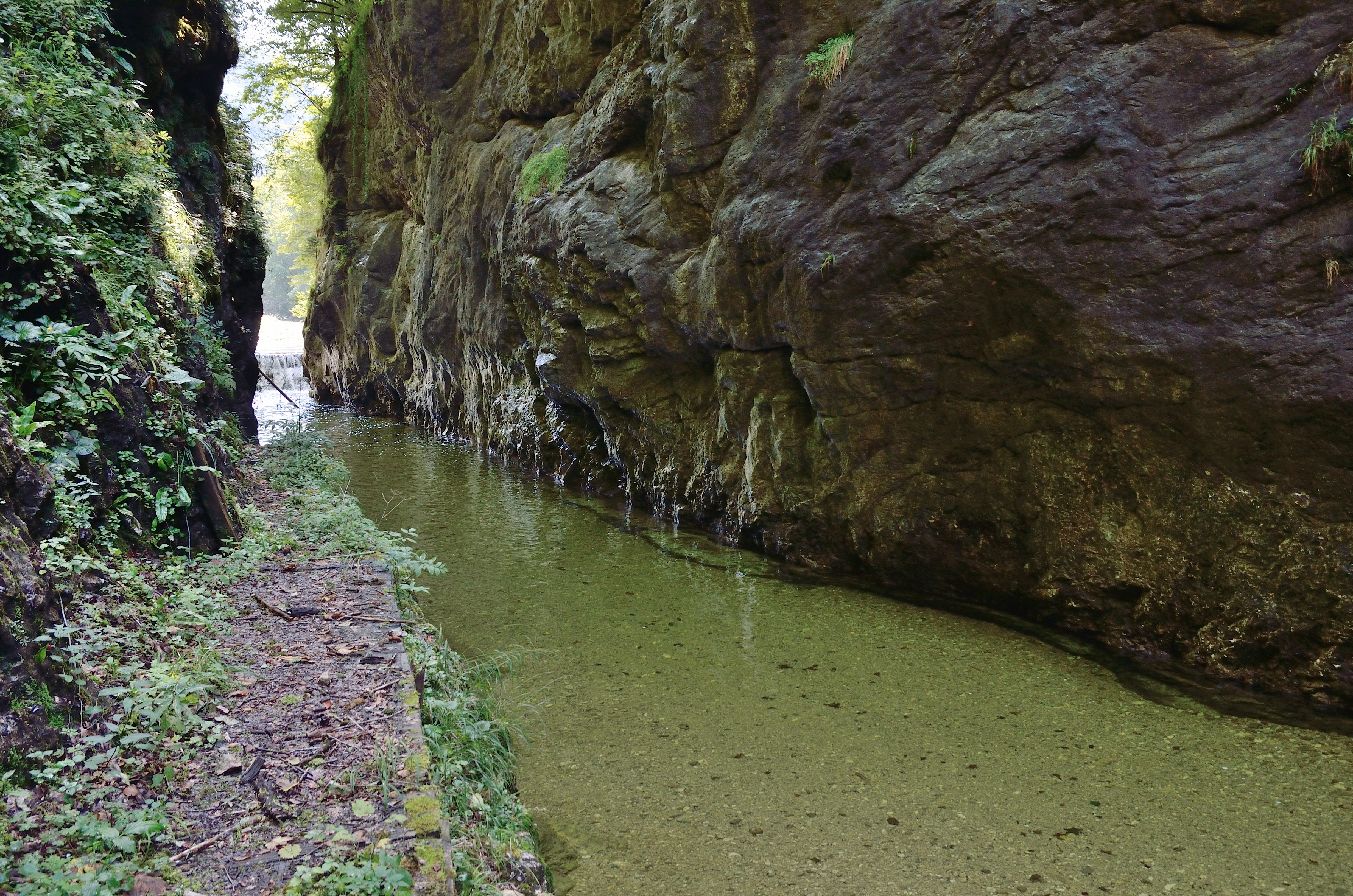
Die Große Klause